# Aston Martin DB5
El Aston Martin DB5 es un automóvil gran turismo (GT) producido por el fabricante inglés Aston Martin. Fue diseñado por el carrocero italiano Carrozzeria Touring Superleggera. Salió al mercado en 1963, como una evolución de la serie final del DB4.
A pesar de que no fue el primero de la serie DB, es el coche más conocido del  universo cinematográfico de James Bond, apareciendo por primera vez en la película Goldfinger en 1964.

## Diseño

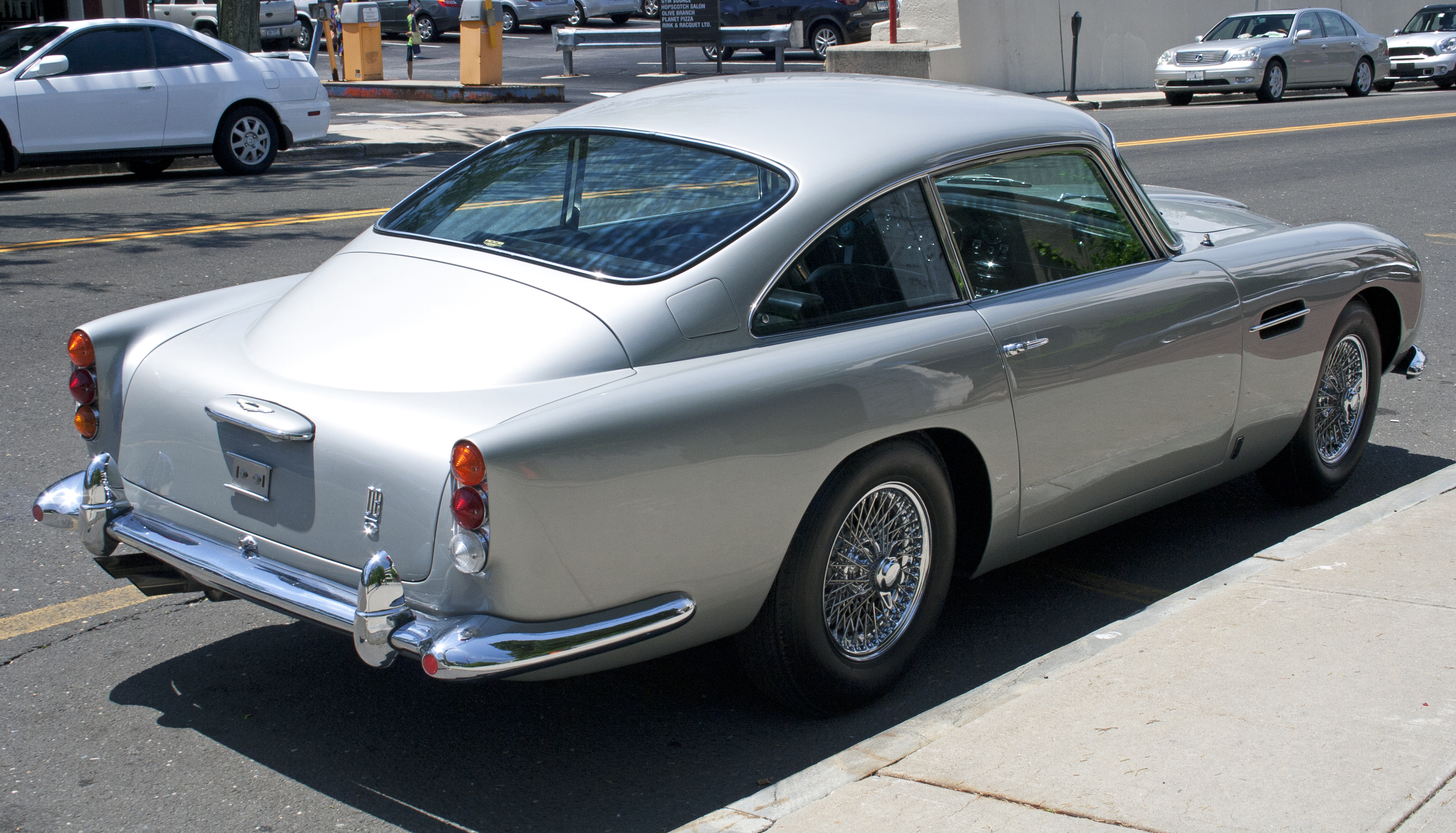
Vista trasera.

Las diferencias principales entre el DB4 Serie V y el DB5, son: el motor de aluminio, incrementado de 3670 a 3996 cm³ (3,7 a 4 L) (224 a 243,9 plg³); una nueva y robusta transmisión ZF de cinco velocidades, excepto en algunos de los primeros DB5; y tres carburadores tipo SU. Este motor producía 282 HP (286 CV; 210 kW), que era capaz de impulsar el coche hasta las 145 mph (233 km/h). Estaba disponible en la versión de alto rendimiento Vantage del DB4 desde marzo de 1962 y se convirtió en la planta motriz estándar de Aston Martin con el lanzamiento del DB5 en septiembre de 1963.
El equipamiento estándar en el DB5 incluía asientos reclinables, alfombrillas con moqueta de lana, ventanas eléctricas, tanques de combustible gemelos, ruedas con radios de alambre cromadas, enfriador de aceite, carrocería de aleación de magnesio, que se construyó según la patente técnica de Superleggera con un acabado completamente en cuero en el habitáculo e incluso, un extintor de incendios. Todos los modelos tenían dos puertas y una configuración de asientos 2+2. La cajuela difiere ligeramente entre el DB4 Mark 5 y el DB5.
Se montó un eje trasero similar al del DB4. Al principio, la transmisión manual original de cuatro velocidades (con sobremarcha opcional) era el estándar fijo, pero pronto fue sustituida por una ZF de cinco velocidades. También había disponible una transmisión automática Borg-Warner DG de tres velocidades. La opción automática cambió a una Borg-Warner Modelo 8 poco antes de que el DB6 reemplazase al DB5.

## Especificaciones
Cupé estándar:

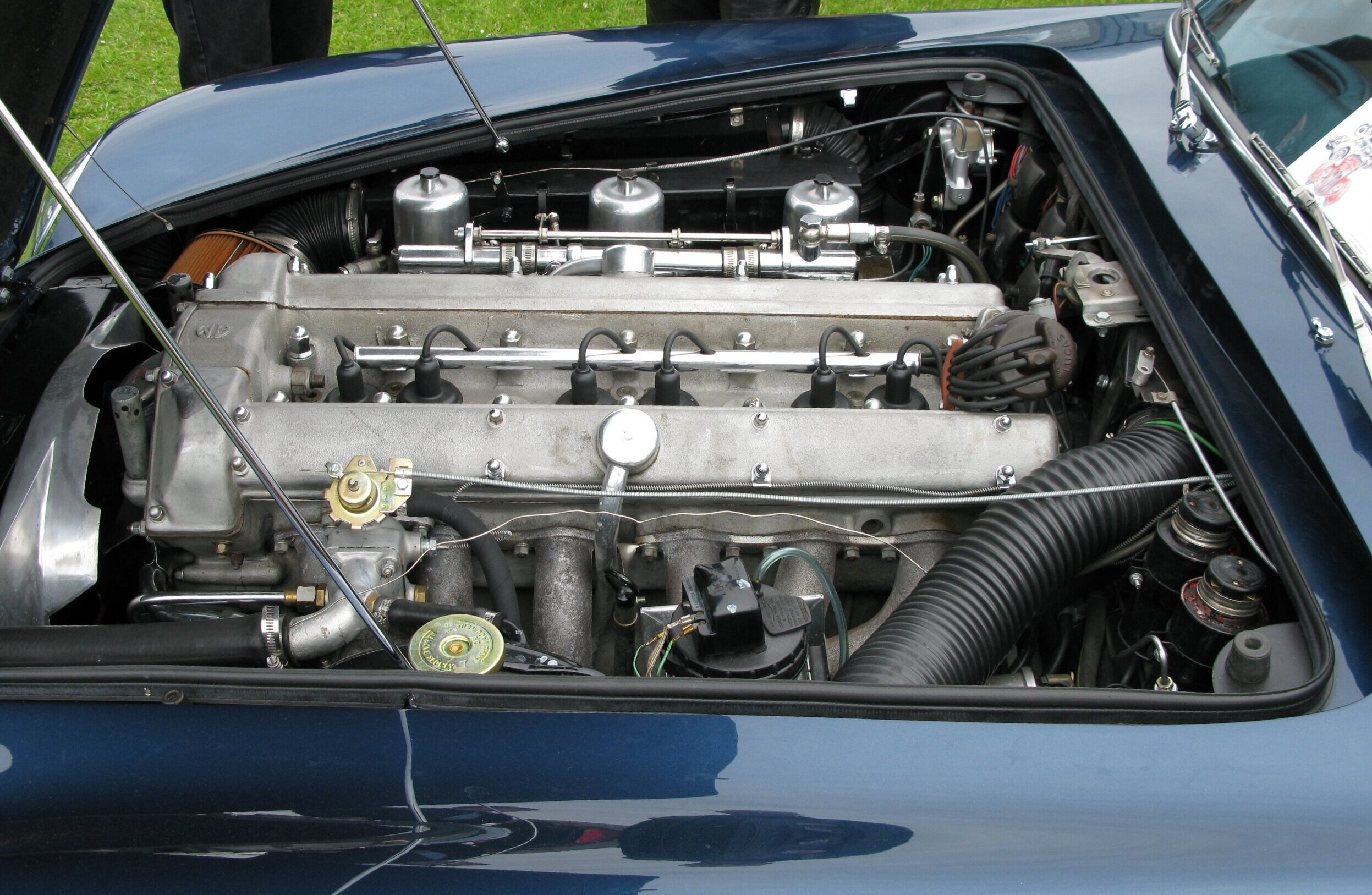
Con el cofre abierto.

- Distribución: DOHC 2 válvulas x cilindro (12 en total)
- Diámetro x carrera: 96 x 92 mm (3,78 x 3,62 pulgadas).
- Alimentación: 3 carburadores SU, naturalmente aspirado
- Relación de compresión: 9.4:1
- Potencia máxima: 282 HP (286 CV; 210 kW) @ 5500 rpm (SAE bruto); 210 HP (213 CV; 157 kW) (SAE neto)
- Par máximo: 288 lb·pie (390 N·m) @ 3850 rpm
- Sistema de refrigeración: Por agua

## Variantes

### Vantage cupé

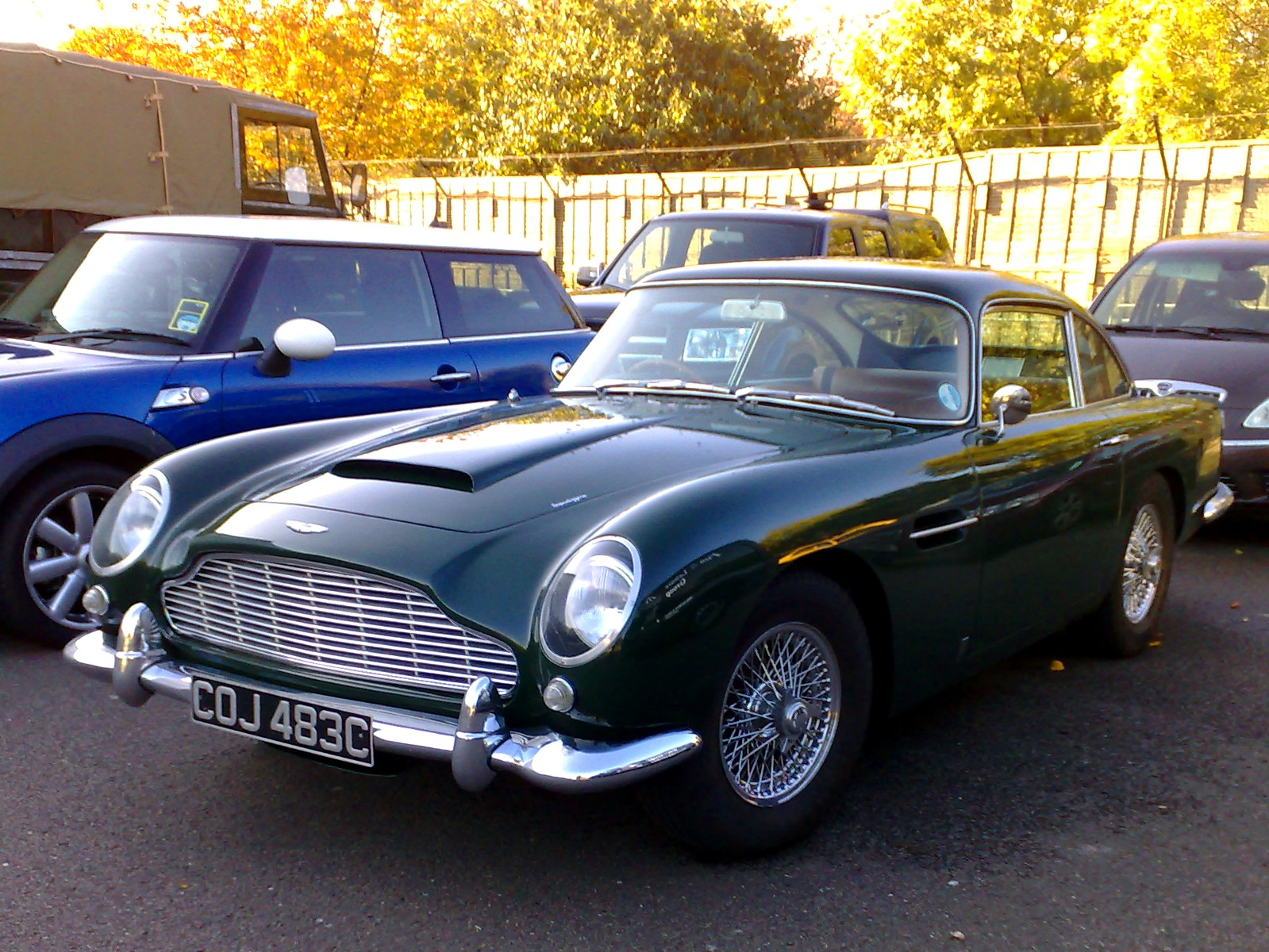
Variante Vantage.

La versión de alto rendimiento DB5 Vantage fue introducida en 1964, con una configuración de tres carburadores SU modelo HD-8 y un mejorado árbol de levas, disponiendo de un rendimiento superior a expensas de una menor flexibilidad global, especialmente los legendarios Weber son reconocidos como dispositivos de "acelerador a fondo". Este motor rendía 325 HP (330 CV; 242 kW) a las 5500 rpm. Se construyeron solamente 65 unidades de la variante Vantage cupé.

### Descapotable

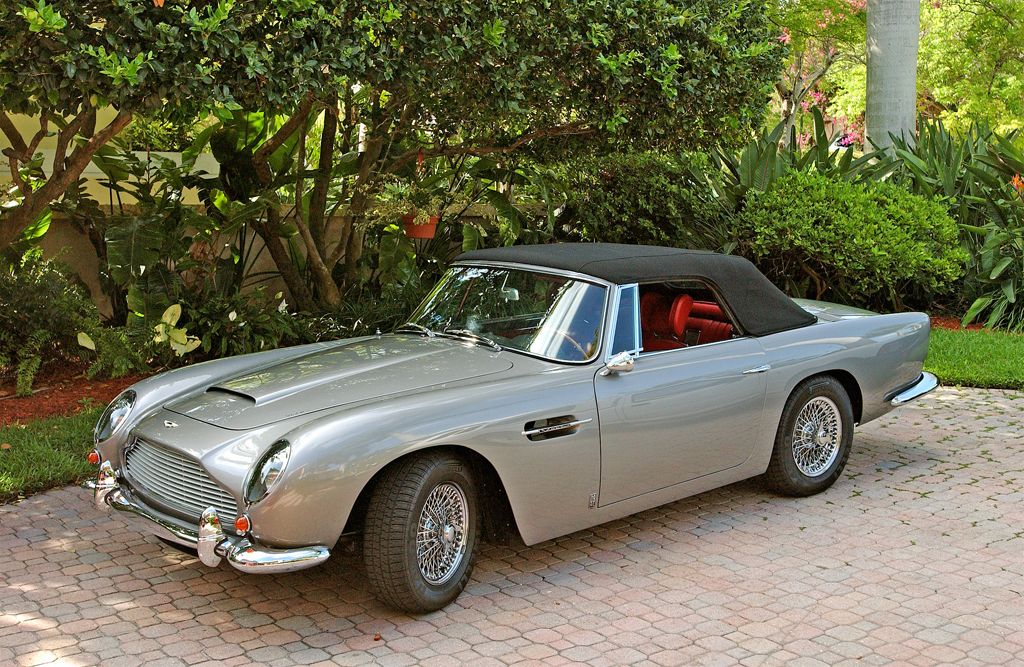
Modelo 1965.

Se construyeron 123 unidades del DB5 descapotable, también con carrocerías Touring, aunque no utilizaron el típico nombre "Volante" hasta 1965. El modelo descapotable se ofreció desde 1963 hasta 1965. Originalmente 19 de los 123 DB5 descapotables fabricados, fueron con el volante del lado derecho. Únicamente 12 coches llevaban originalmente instalado un motor Vantage de fábrica y, al menos un descapotable más, se fabricó posteriormente con las especificaciones del motor DB6 Vantage. Una opción de fábrica rara, de hecho, fabricado por Servicio de Trabajos con anterioridad a entrega de cliente, era una versión con techo rígido desmontable de acero.
De octubre de 1965 a octubre de 1966, Aston Martin utilizó los últimos 37 chasis del DB5 para producir otro modelo descapotable. Estos eran conocidos como "Volante de chasis corto" y eran los primeros Aston Martin en llevar el nombre "Volante". La denominación "chasis corto" es adecuada si se compara con el posterior modelo DB6, que tenía un chasis más largo. Sin embargo, si se compara con el DB5, no es "corto", sino de la misma medida. De todas maneras, estos coches difieren de los modelos descapotables del DB5, dado que presentan las defensas delantera y trasera del DB6; así como las calaveras del Triumph TR4, también utilizadas en el DB6.

### Shooting brake

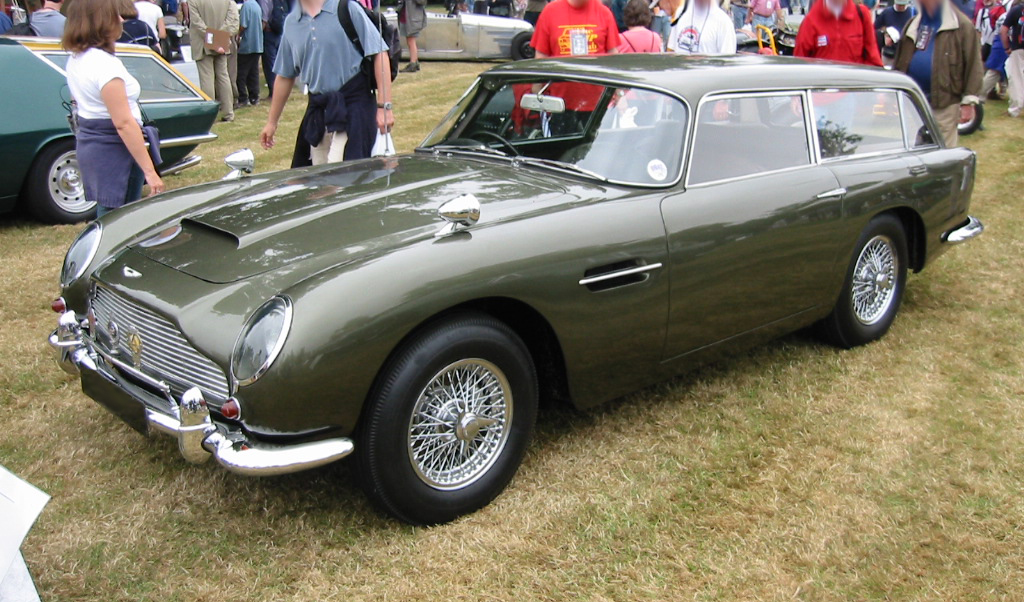
Variante Shooting brake.

Un prototipo Shooting brake fue producido especialmente por la fábrica por encargo de David Brown, propietario de la firma y un cazador ávido y dueño de perros. Posteriormente, se construyeron entre 11 y 12 cupés por encargo, modificados para Aston Martin por el carrocero independiente, Harold Radford. Las calaveras utilizados eran proporcionadas por Triumph, que también se adoptaron en el exitoso DB6. En agosto de 2019, un DB5 fue vendido por una cifra récord de US$1 765 000 (equivalente a $2 103 389 en 2023) o 1 456 000 £, convirtiéndolo en el "Shooting brake" más valioso de cualquier marca vendido en una subasta.

## En la cultura popular

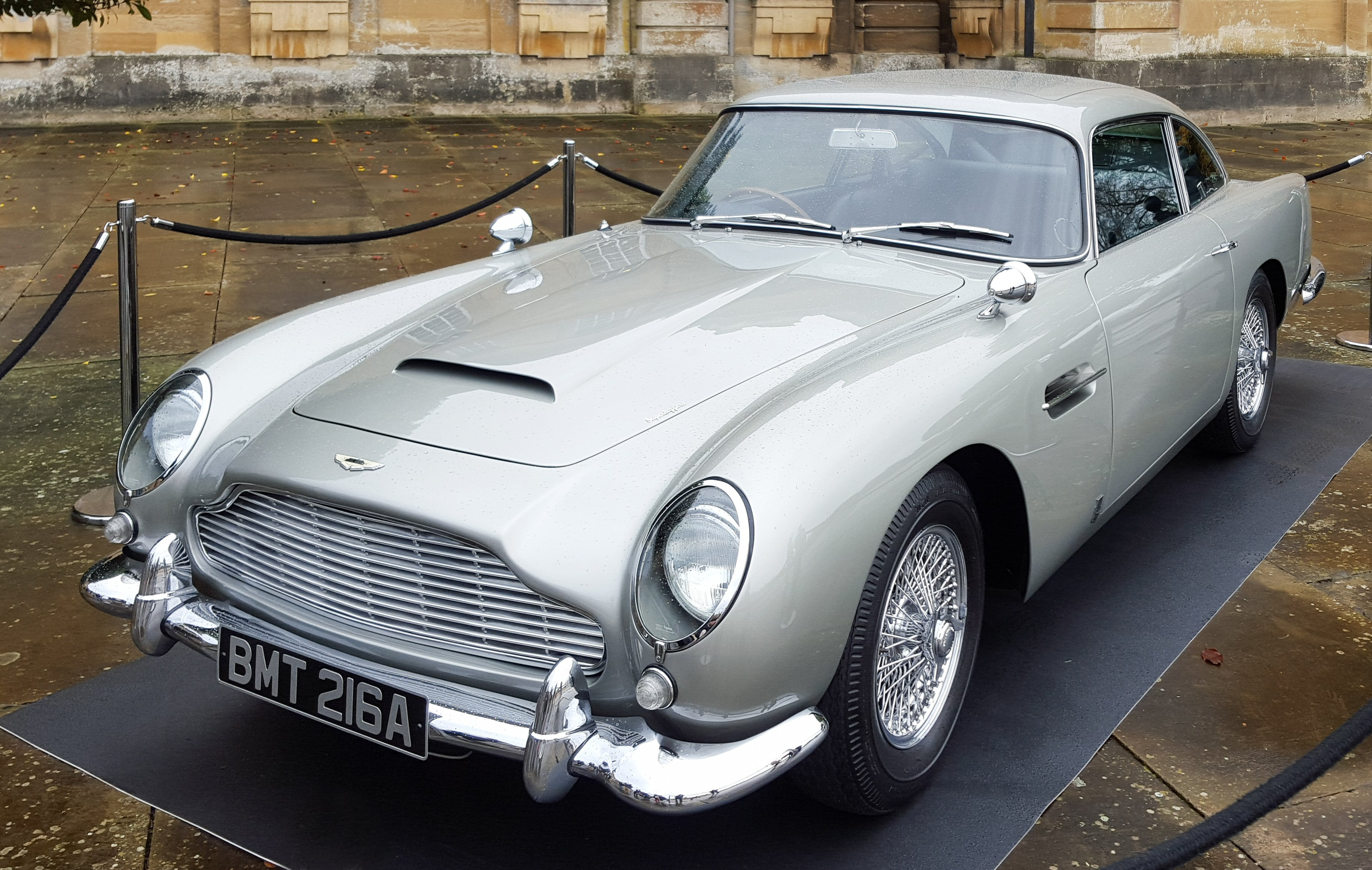
Usado en la película Skyfall.

El DB5 aparece en varias películas de la serie Bond, a menudo armado con diversos artilugios, tales como: Goldfinger, Operación Trueno, GoldenEye, El mañana nunca muere, The World Is Not Enough, Casino Royale, Skyfall, Spectre y Sin tiempo para morir.
Aparte de su uso en dichas películas, también apareció en "El Deportista Noble", un episodio de 1964 de la serie de televisión El Santo, que protagonizaba un futuro James Bond, el actor británico Roger Moore. El automóvil en cuestión tenía el chasis original DP/216/1 DB5, con la matrícula BMT 216A, utilizado en Goldfinger. El episodio estuvo filmado antes de esta última, cuando el coche todavía estaba pintado con su color rojo oscuro original. El chasis DP/216/1 DB5 también apareció en la película de 1981 The Cannonball Run, en la que el propietario era otra vez Roger Moore, aunque no iba al volante durante su interpretación del agente Bond. Desde su aparición en Goldfinger, al coche se le habían quitado los aditamentos especiales y aparece con su número de inscripción nuevo: 6633PP, replicando dichos aditamentos que fueron agregados al coche para la película.
También fue el automóvil elegido por el propio Paul McCartney en el año 1965, el cual se subastó en su color original azul sierra por US$495 000 (equivalente a $656 939 en 2023). Actualmente, ha sido restaurado y su precio en el mercado de subastas se estima entre US$1 500 000 y US$2 000 000.